# Якубова, Мухиба Мухсиновна
Мухиба Мухсиновна Якубова — таджикистанский учёный-биолог, академик АН РТ (2007).

## Биография
Родилась 22 января 1937 года в Бухаре.
Окончила биологическое отделение естественного факультета Таджикистанского государственного университета (1959, с отличием).
В 1961—1968 гг. аспирант, научный сотрудник Отдела (позже — Института) физиологии и биофизики растений АН Таджикской ССР.
С 1968 года доцент кафедры физиологии растений биологического факультета Таджикского государственного университета. В 1974 г. организовала и возглавила кафедру биохимии.
Доктор биологических наук (1984, тема диссертации «Функциональные особенности и структурная организация фотосинтетического аппарата с высокой активностью»), профессор (1986). Академик АН РТ (2007).
С 2010 года вице-президент-руководитель Отделения биологических и медицинских наук Академии наук Республики Таджикистан.
Заслуженный деятель науки Республики Таджикистан (1995).
Публикации:
- К вопросу о биосинтезе пластидных пигментов в листьях хлопчатника. — Д., 1965;
- Методические разработки по биохимии. — Д., 1976 (соавтор);
- Физиолого-биохимические аспекты фотосинтетической продуктивности. — Д., 1983;
- Руководство по написанию дипломных и курсовых работ по биохимии. — Д., 1988 (соавтор);
- Малый практикум по биофизике. — Д., 1990 (соавтор);
- Дарсҳои амалӣ аз биофизика. — Д., 1990 (ҳаммуаллиф);
- Сравнительная характеристика фотосинтетического аппарата перспективных сортов и линий хлопчатника. — Д., 1995 (соавтор);
- Фотосинтез и метаболизм углерода у перспективных форм хлопчатника. — Д., 1999 (соавтор);
- Структурно-функциональная характеристика хлоропластов хлопчатника. — Д., 2000;
- Функциональная активность фотосинтетического аппарата арабидопсиса. — Д., 2002 (соавтор);
- Белки теплового шока в клетках спирулины. — Д., 2003;
- Биохимия растений. Учебное пособие. — Д., 2008 (соавтор);
- Физиолого-биохимические и молекулярно-генетические аспекты продукционного процесса хлопчатника. — Д., 2013;
- Фотосинтез и ассимиляция азота у хлопчатника. — Д., 2015 (соавтор); Китоби сурхи Тоҷикистон. — Д., 2015 (ҳаммуаллиф).

9 марта 2013 года Учёным советом ТНУ выдвинута на соискание Государственной премии Республики Таджикистан им. Абуали ибн Сино в области науки и техники за 2013 г. цикл научных трудов, который включает монографии:
- «Структурно-функциональная характеристика хлоропластов хлопчатника», Душанбе: Дониш, 2000;
- «Биофизические аспекты фотосинтетического аппарата хлопчатника», Душанбе: Дониш, 2010;
- «Ontogenetic aspects of nitrogen metabolism of cotton plant», Dushanbe: Donish, 2009;
- «Структурно-функциональные особенности фотосинтетического аппарата и продуктивность хлопчатника», Душанбе: Дониш, 2010.